# Cour ovale (Nantes)
Pour les articles homonymes, voir Cour Ovale.

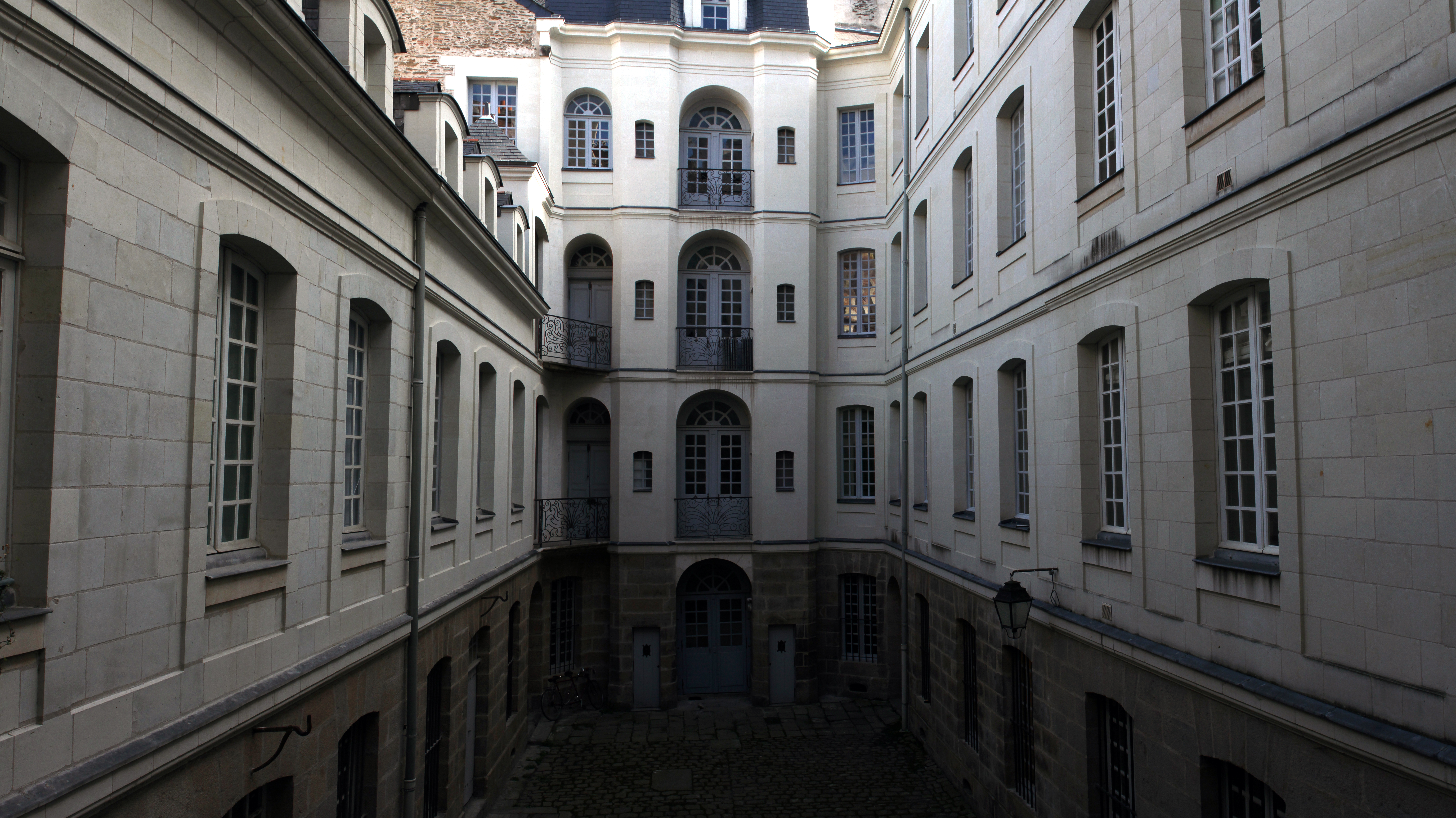
La cour ovale

La Cour ovale, située dans le centre-ville de Nantes, en France, est une cour intérieure formée par deux bâtiments de l'île Feydeau datant du XVIIIe siècle.

## Localisation
La cour est formée par les bâtiments situés aux numéros 9 et 9bis du quai Turenne et numéro 11 de la rue Kervégan.

## Description
Les édifices de deux et quatre étages forment un espace rectangulaire aux angles coupés, ce qui lui a valu abusivement l'appellation d'« ovale ».

## Historique
Entamé en 1723, le lotissement de l'île Feydeau s'accélère dans la seconde partie du XVIIIe siècle. Ce programme d'urbanisme est tout d'abord régi par un code architectural mis en place par l'ingénieur Jacques Goubert. Puis, en 1743, l'obligation de suivre ce programme disparaît, pour laisser libre cours aux projets d'architectes-entrepreneurs, dont Pierre Rousseau, qui réalise notamment le temple du Goût. En 1756, Joseph Raimbaud, marchand de bois, fait l'acquisition de deux lots, et fait édifier deux maisons de rapport qui suivent l'organisation des immeubles construits par Rousseau.
Les bâtiments formant la Cour ovale sont classés au titre des monuments historiques depuis 1984. Le classement inclut la Cour ovale,.
En 1993, la partie ouest bénéficie d'une restauration ; puis une opération du même type est réalisée en 2008 sur la partie est, pendant 27 mois.

## Architecture

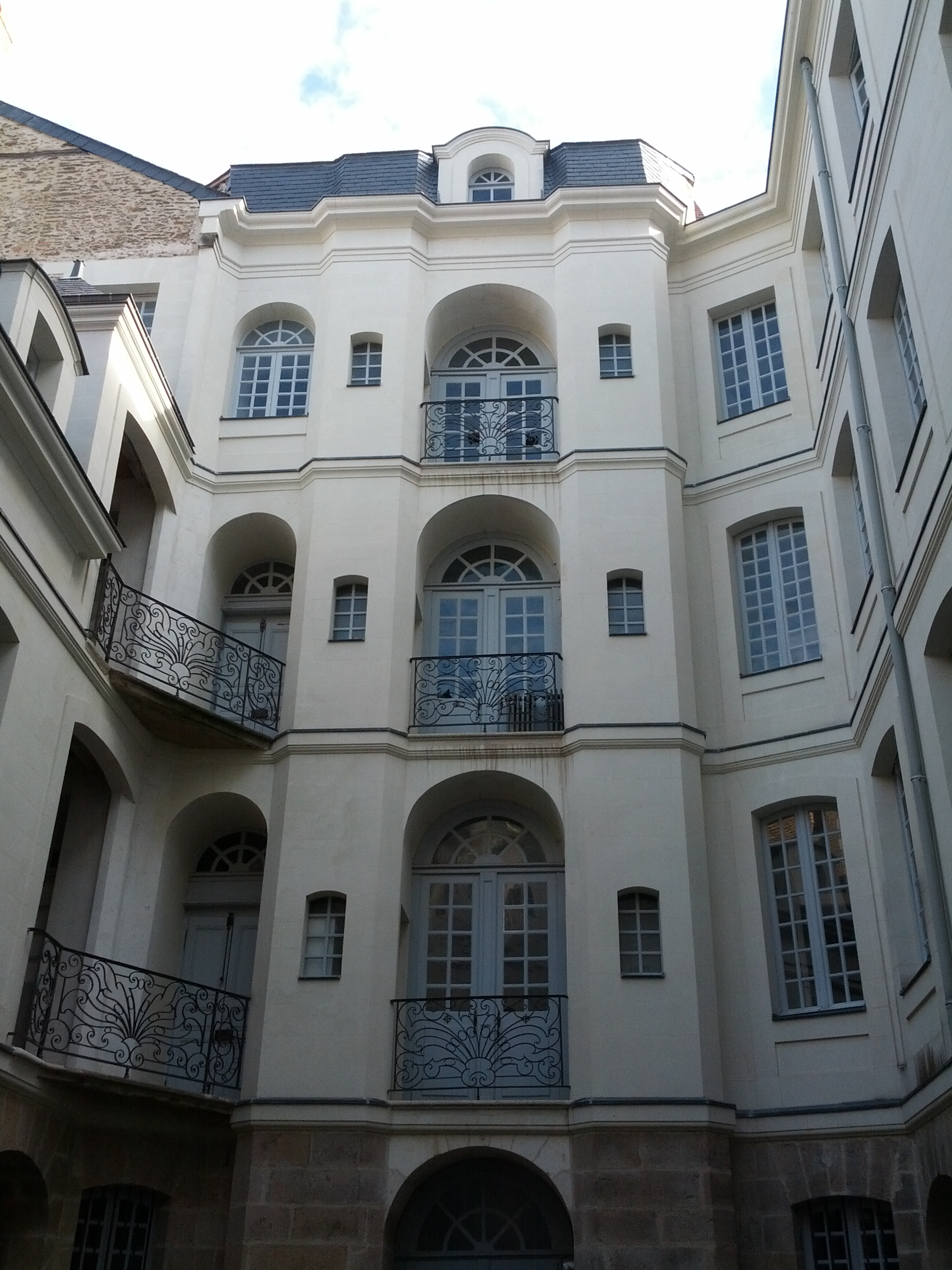
Cage d'escalier est.

À l'origine, cette cour rectangulaire à pans coupés, formée par deux bâtiments jumeaux de granit et tuffeau, était accessible par quatre entrées, deux dans la rue Kervégan et deux sur le quai Turenne. Il n'en reste qu'une de chaque côté. Deux cages d'escalier, qui se font face sur les petits côtés de la cour, selon un schéma lancé par Pierre Rousseau, articulent le passage entre les parties donnant sur les deux rues opposées. Elles desservent des colonnes de latrines, via des balcons triangulaires sur solives de bois, présentant un garde-corps de fer forgé. Les façades nord et sud répondent à celles donnant sur la rue, et en conservent l'organisation, mais elles ne disposent pas de balcons, ni de garde-corps.

## Culture
Cette cour apparaît dans le court-métrage La Demoiselle de Brochefort[réf. à confirmer] par le Tigroupe dans le cadre du concours de courts-métrages étudiants, le FF1J.